# Darrehshahr
Darrehshahr (farsi دره‌شهر) è il capoluogo dello shahrestān di Darrehshahr, circoscrizione Centrale, nella provincia di Ilam. Aveva, nel 2006, una popolazione di 18.214 abitanti.